# باسم سلطان التميمي
هو محمد باسم سلطان التميمي واسمه الحركي ”حمدي"، من مواليد مدينة الخليل في العام 1951، من أبرز القادة المناضلين الذين أشرفوا على العمل العسكري في القطاع الغربي وأحد قادة كتيبة الجرمق ومن مؤسسي سرايا الجهاد.

في الثمانينات ركز على النشاط العسكري في الأراضي المحتلة (القطاع الغربي)، ونظم بالاشتراك مع مروان كيالي، ومحمد بحيص (أبو حسن) سرايا الجهاد الإسلامي التي قادت سلسلة عمليات عسكرية استثنائية ومنها هجوم 15 تشرين أول 1986 وعملية الدبويا 1980 التي قتلت 13 اسرائيليًا في الخليل.

## اغتياله ورفاقه
في 14 شباط 1988 كانت قبرص تشهد إعادة مائة مبعد عن الأرض المحتلة بواسطة “سفينة العودة”، واستأجرت منظمة التحرير طائرتين من نوع “جامبو” لنقل الوفود المشاركة والصحفيين؛ وكان “محمد حسن بحيص” و“باسم سلطان” (حمدي) يغادران إلى قبرص، وكان في انتظارهما مروان كيالي؛ وكان الموساد قد فخخ سيارة الكيالي التي استقلها القادة فانفجرت ولقوا حتفهم على الفور.